# جان فیشر (دریابد)
جان فیشر، اولین بارون فیشر (انگلیسی: John Fisher, 1st Baron Fisher; ۲۵ ژانویهٔ ۱۸۴۱ – ۱۰ ژوئیهٔ ۱۹۲۰) دریاسالار ناوگان بریتانیا بود. تلاش‌های او برای اصلاح نیروی دریایی سلطنتی به آغاز دورانی از نوسازی کمک کرد که شاهد جایگزینی کشتی‌های بادبانی چوبی مسلح به توپ‌های سرپر با رزم‌ناوهای بدنه فولادی، زیردریایی‌ها و اولین ناوهای هواپیمابر بود.
فیشر عمدتاً به عنوان یک مبتکر، استراتژیست و معمار اصلاحات دریایی شناخته می‌شد تا یک ادمیرال عملیاتی، اگرچه در طول دوران حرفه‌ای خود فرماندهی جنگی را بر عهده داشت. فیشر که در سال ۱۹۰۴ به عنوان فرمانده اول دریا منصوب شد، نقش مهمی در مسابقه تسلیحاتی دریایی انگلیس و آلمان ایفا کرد و به نوسازی نیروی دریایی سلطنتی پیش از جنگ جهانی اول کمک کرد.
فیشر نیاز به بهبود برد، دقت و سرعت آتش توپخانه دریایی را درک کرد و از طرفداران اولیه استفاده از اژدر شد که به اعتقاد او جایگزین توپ‌های بزرگ برای استفاده علیه کشتی‌ها می‌شد.  او به عنوان فرمانده نیروی دریایی، ناوشکن‌های اژدرافکن را به عنوان کلاسی از کشتی‌ها که برای دفاع در برابر حمله قایق‌های اژدرافکن یا زیردریایی‌ها در نظر گرفته شده بودند، معرفی کرد. به عنوان فرمانده اول دریا، او ساخت اچ‌ام‌اس دردنات، اولین کشتی جنگی تماماً توپدار بزرگ، را هدایت کرد، اما او همچنین معتقد بود که زیردریایی‌ها به طور فزاینده‌ای اهمیت پیدا می‌کنند و توسعه آنها را تشویق می‌کرد. او در معرفی موتورهای توربینی به جای موتورهای رفت و برگشتی و معرفی سوخت نفتی به جای زغال سنگ مشارکت داشت. او نان پخته شده روزانه را در کشتی‌ها معرفی کرد، در حالی که وقتی وارد خدمت شد، خوردن بیسکویت‌های سفت که اغلب توسط سوسک‌های بیسکویت آلوده می‌شدند، مرسوم بود.
او ابتدا در سال 1910 در شصت و نهمین سالگرد تولدش رسماً از نیروی دریایی بازنشسته شد، اما در نوامبر 1914 دوباره فرمانده اول دریا شد. او هفت ماه بعد به دلیل ناامیدی از لشکرکشی وینستون چرچیل در گالیپولی استعفا داد و سپس تا پایان جنگ به عنوان رئیس هیئت اختراعات و تحقیقات دولت خدمت کرد.